# Bad Reputation
«Bad Reputation» —en español: «Mala reputación»— es el primer sencillo de Joan Jett de su álbum de 1981 Bad Reputation.

## Apariciones
La canción aparecía como tema principal de la aclamada serie de televisión Freaks and Geeks y también como tema de la serie American Chopper (aunque esta última es una versión remasterizada).
Aparece en las películas 10 Things I Hate About You, Shrek, Baby Mama, Bad News Bears, Kick-Ass e Easy A.
Aparece en el juego Rock Band 2. Fue elegida en el lugar 29 de las mejores canciones de hard rock de toda las historia por la cadena VH1.
También es el tema de entrada de la exluchadora de UFC y actual superestrella de WWE Ronda Rousey.
Avril Lavigne hizo una versión con un mix de sus videos durante su gira The Best Damn Tour en 2008, y fue incluido en su 4.º álbum estudio Goodbye Lullaby, fue también incluida en la primera parte de su gira The Black Star Tour. Además fue agregada al tracklist de la banda sonora de la película One Piece Film: Z.
El 6 de junio de 2010, Miley Cyrus interpretó en el Rock in Rio de Madrid una amplia gama de canciones de Joan Jett entre ellas «Bad Reputation». También Cyrus lo hizo en su tercera gira musical, Gypsy Heart Tour, durante 2011.
El 2011 Foo Fighters interpretó la canción en el Late de David Letterman junto a Joan Jett, posteriormente en conciertos y en el South American Tour en 2012 donde fueron juntos de gira.
En el 2013 la cantante estadounidense Kesha interpretó «Bad Reputation», junto a Joan Jett en el IHeart Radio Music Festival 2013 en el cumpleaños de Joan Jett
Una versión de la canción, interpretada por Kylie Cantrall, fue grabada para la banda sonora de la película de 2024 Descendants: The Rise of Red. Fue incorporada en uno de los avances de la película.

## Versión de Avril Lavigne
"Bad Reputation" es un sencillo promocional de la cantante canadiense Avril Lavigne de la banda sonora de One Piece Film: Z, lanzado el 11 de diciembre de 2012. La canción apareció originalmente en un intervalo de montaje de video durante The Best Damn Tour (The Best Damn Tour) de Lavigne en 2008, antes de aparecer como pistas extra en su cuarto y quinto álbumes de estudio, Goodbye Lullaby (2011) y Avril Lavigne (2013). El 17 de octubre de 2012, se anunció que Lavigne contribuiría con dos canciones a la banda sonora de One Piece Film: Z, siendo "Bad Reputation" y una versión de la canción de 2001 de Nickelback "How You Remind Me".